# Nový Žďár
Nový Žďár (deutsch Neuenbrand) ist ein Ortsteil der Stadt Aš in Tschechien.

## Geographie

### Geographische Lage
Die Streusiedlung liegt drei Kilometer südöstlich von Aš am Übergang vom Fichtelgebirge zum Elstergebirge im Quellgebiet des Mlýnský potok (Mühlbach, dann Alting), eines linken Zuflusses des Selbbachs. Südlich erhebt sich der Wartberg bei Selb (688 m) und im Südwesten der Oppersbühl (676 m). Durch Nový Žďár führen die Bahnstrecke Cheb–Oberkotzau und die Staatsstraße II/64 von Hazlov nach Aš bzw. Selb.

### Nachbargemeinden
Nachbarorte sind Mokřiny im Norden, Nebesa im Osten, Výhledy und Skalka im Südosten, Längenau im Südwesten, Mühlbach und Neuenbrand im Westen sowie Wildenau im Nordwesten.

## Geschichte
Der Ort wurde 1569 als Besitz der Familie von Zedtwitz erstmals urkundlich erwähnt. 1849 kam der Ort von der Herrschaft Liebenstein zum Gerichtsbezirk Asch bzw. Bezirk Asch und wurde Ortsteil von Rommersreuth. Im Ort befanden sich ein herrschaftliches Forsthaus, zwei Gasthäuser und die direkt an der bayerischen Grenze gelegene Fickerei (Taschenherstellung) mit einer Mahlmühle.
Im Jahre 1888 löste sich Neuenbrand von Rommersreuth los und bildete eine eigene Gemeinde im Bezirk Asch. Im Jahr 1939 zählte Neuenbrand 413 Einwohner. Zwischen 1938 und 1945 war die Gemeinde Teil des Landkreises Asch. 1948 erfolgte die Eingemeindung nach Nassengrub und im selben Jahre die Umbenennung in Nový Žďár. Nach der Errichtung des Eisernen Vorhangs wurde ein Großteil der Häuser abgerissen. Nach der Aufhebung des Okres Aš kam der Ort Ende 1960 zum Okres Cheb. Mit Beginn des Jahres 1976 wurde Nový Žďár zusammen mit Mokřiny nach Aš eingemeindet. Beim Zensus von 2001 wurden 11 Wohnhäuser und 24 Einwohner gezählt.

### Einwohnerentwicklung
| Jahr | Einwohnerzahl |
| ---- | ------------- |
| 1869 | 313           |
| 1880 | 291           |
| 1890 | 283           |
| 1900 | 274           |
| 1910 | 258           |

| Jahr | Einwohnerzahl |
| ---- | ------------- |
| 1921 | 213           |
| 1930 | 380           |
| 1950 | 90            |
| 1961 | 43            |
| 1970 | 44            |

| Jahr | Einwohnerzahl |
| ---- | ------------- |
| 1980 | 28            |
| 1991 | 27            |
| 2001 | 24            |
| 2011 | 41            |